# Metropolitan Borough of Oldham
Oldham – dystrykt metropolitalny wchodzący w skład hrabstwa Wielki Manchester w zachodniej Anglii. Powstał 1 stycznia 1974, w wyniku uchwalonej w 1972 reformy administracyjnej. Stolicą i głównym miastem dystryktu jest Oldham. Administracja jest sprawowana przez Urząd Dystryktu Metropolitalnego Oldham (Oldham Council).

## Podział
W skład dystryktu wchodzi siedem obszarów:
1. Oldham
2. Lees
3. Failsworth
4. Chadderton
5. Royton
6. Shaw and Crompton
7. Saddleworth

## Miasta
- Chadderton
- Failsworth
- Oldham
- Royton
- Shaw

## Inne miejscowości
Bardsley, Castleshaw, Delph, Denshaw, Diggle, Dobcross, Friezland, Greenfield, Heights, Lees, Scouthead, Springhead, Uppermill, Werneth.